# Eisschnelllauf-Mehrkampfweltmeisterschaft 1999

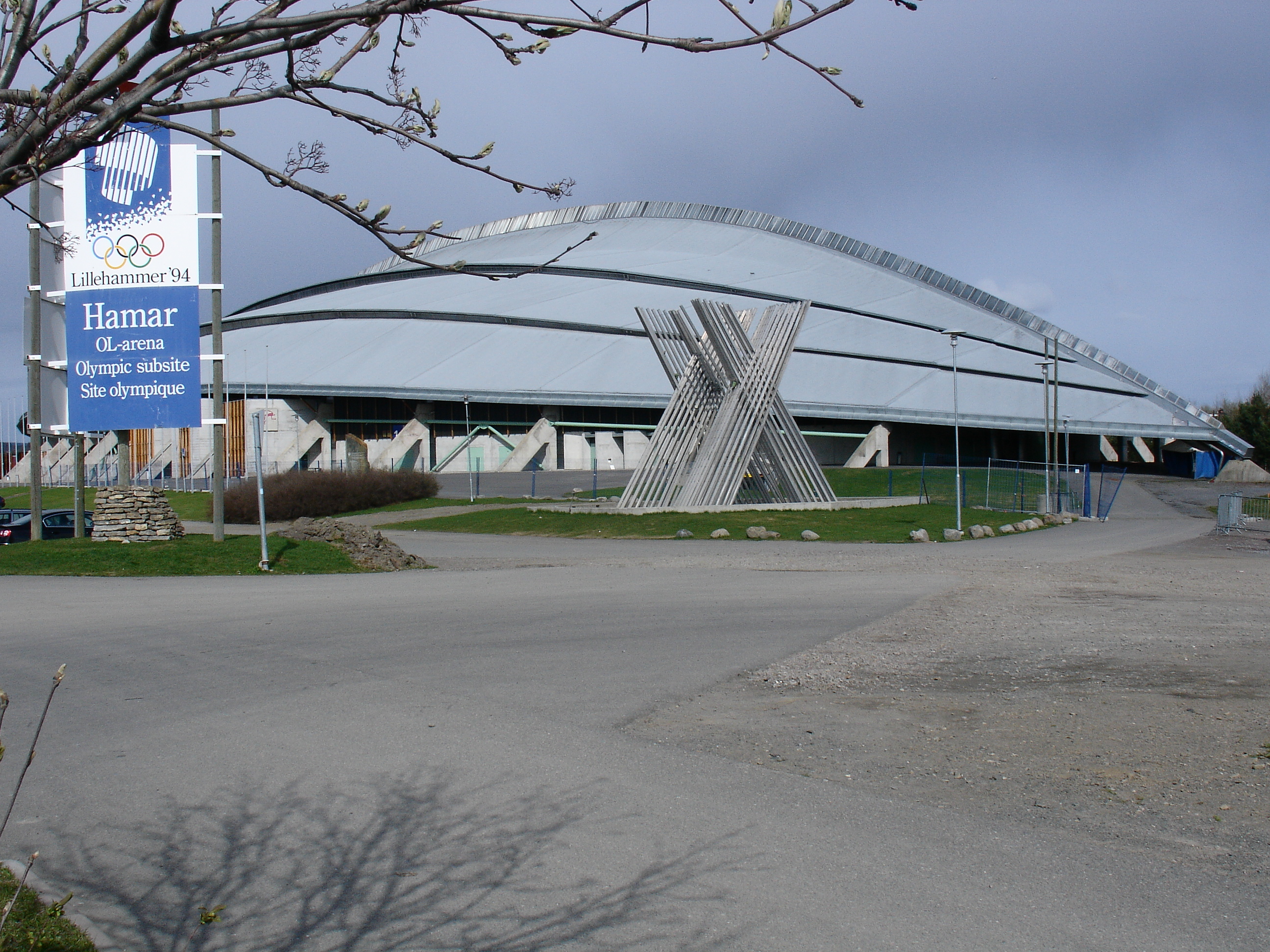
Das Wikingerschiff (Vikingskipet)

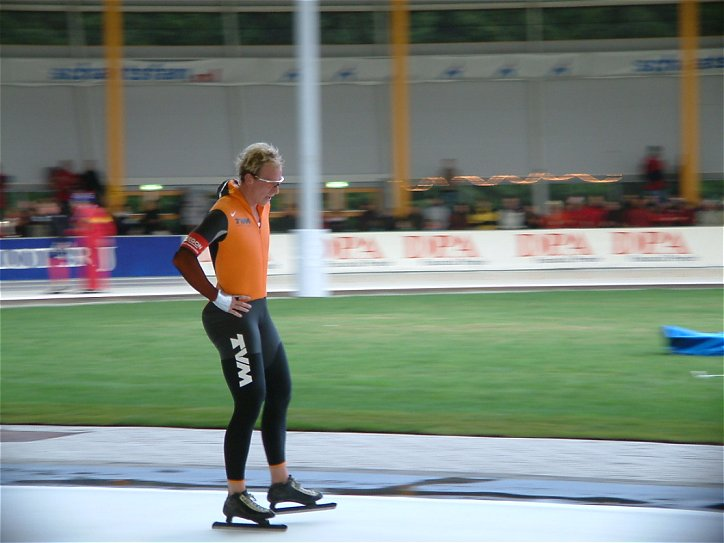
Mehrkampf-Weltmeister
Rintje Ritsma

Die 93. Mehrkampfweltmeisterschaft (57. der Frauen) wurde vom 6. bis 7. Februar 1999 im Vikingskipet im norwegischen Hamar ausgetragen.

## Teilnehmende Nationen
- 48 Sportler aus 11 Nationen nahmen am Mehrkampf teil.

| Teilnehmende Nationen                 | Teilnehmende Nationen                | Teilnehmende Nationen                |
| ------------------------------------- | ------------------------------------ | ------------------------------------ |
| Österreich Belgien Kanada Deutschland | Italien Japan Kasachstan Niederlande | Norwegen Russland Vereinigte Staaten |

## Wettbewerb

### Frauen

#### Endstand Kleiner-Vierkampf
- Zeigt die ersten zwölf Finalteilnehmerinnen der Mehrkampf-WM über 5.000 Meter.
  - Die Zahl in Klammern gibt die Platzierung je Einzelstrecke an, fett gedruckt die jeweils Schnellste.

| Rang | Name                     | 500 Meter  | Pkt.  | 3.000 Meter  | Pkt.  | 1.500 Meter  | Pkt.  | 5.000 Meter  | Pkt.  | Gesamt- pkt. |
| ---- | ------------------------ | ---------- | ----- | ------------ | ----- | ------------ | ----- | ------------ | ----- | ------------ |
| 1    | Gunda Niemann-Stirnemann | 40,34 (7)  | 40,34 | 4:02,01 (1)  | 40,33 | 1:57,24 (2)  | 39,08 | 6:57,24 (1)  | 41,72 | 161,479      |
| 2    | Claudia Pechstein        | 40,50 (8)  | 40,50 | 4:04,46 (2)  | 40,74 | 1:57,92 (4)  | 39,30 | 7:03,86 (2)  | 42,38 | 162,935      |
| 3    | Tonny de Jong            | 39,96 (4)  | 39,96 | 4:08,98 (4)  | 41,49 | 1:58,22 (5)  | 39,40 | 7:09,18 (4)  | 42,91 | 163,780      |
| 4    | Annamarie Thomas         | 39,82 (1)  | 39,82 | 4:11,45 (8)  | 41,90 | 1:56,96 (1)  | 38,98 | 7:16,97 (8)  | 43,69 | 164,411      |
| 5    | Emese Hunyady            | 39,93 (3)  | 39,93 | 4:10,89 (6)  | 41,81 | 1:57,51 (3)  | 39,17 | 7:19,70 (9)  | 43,97 | 164,885      |
| 6    | Barbara de Loor          | 40,79 (13) | 40,79 | 4:08,69 (3)  | 41,44 | 1:59,95 (10) | 39,98 | 7:08,22 (3)  | 42,82 | 165,043      |
| 7    | Maki Tabata              | 40,11 (6)  | 40,11 | 4:09,49 (5)  | 41,58 | 1:59,26 (9)  | 39,75 | 7:16,46 (5)  | 43,64 | 165,090      |
| 8    | Warwara Baryschewa       | 39,99 (5)  | 39,99 | 4:12,62 (11) | 42,10 | 1:58,84 (7)  | 39,61 | 7:21,67 (11) | 44,16 | 165,873      |
| 9    | Jennifer Rodriguez       | 39,86 (2)  | 39,86 | 4:13,10 (14) | 42,18 | 1:59,15 (8)  | 39,71 | 7:22,63 (12) | 44,26 | 166,022      |
| 10   | Lyudmila Prokasheva      | 41,06 (16) | 41,06 | 4:12,24 (10) | 42,04 | 1:58,64 (6)  | 39,54 | 7:16,87 (7)  | 43,68 | 166,333      |
| 11   | Anette Tønsberg          | 40,75 (11) | 40,75 | 4:12,98 (12) | 42,16 | 2:01,40 (13) | 40,46 | 7:21,57 (10) | 44,15 | 167,536      |
| 12   | Renate Groenewold        | 41,77 (21) | 41,77 | 4:10,99 (7)  | 41,83 | 2:01,00 (12) | 40,33 | 7:16,52 (6)  | 43,65 | 167,586      |

#### 500 Meter
| Platz | Name                     | Land               | Zeit  | Punkte |
| ----- | ------------------------ | ------------------ | ----- | ------ |
| 1     | Annamarie Thomas         | Niederlande        | 39,82 | 39,82  |
| 2     | Jennifer Rodriguez       | Vereinigte Staaten | 39,86 | 39,86  |
| 3     | Emese Hunyady            | Österreich         | 39,93 | 39,93  |
| 4     | Tonny de Jong            | Niederlande        | 39,96 | 39,96  |
| 5     | Warwara Baryschewa       | Russland           | 39,99 | 39,99  |
| 6     | Maki Tabata              | Japan              | 40,11 | 40,11  |
| 7     | Gunda Niemann-Stirnemann | Deutschland        | 40,34 | 40,34  |
| 8     | Claudia Pechstein        | Deutschland        | 40,50 | 40,50  |
| 9     | Chiharu Nozaki           | Japan              | 40,52 | 40,52  |
| 10    | Cindy Overland           | Kanada             | 40,64 | 40,64  |
|       |                          |                    |       |        |
| 12    | Emese Dörfler-Antal      | Österreich         | 40,78 | 40,78  |
| 14    | Daniela Anschütz         | Deutschland        | 40,98 | 40,98  |
| 18    | Ulrike Adeberg           | Deutschland        | 41,18 | 41,18  |

#### 3.000 Meter
| Platz | Name                     | Land        | Zeit    | Punkte |
| ----- | ------------------------ | ----------- | ------- | ------ |
| 1     | Gunda Niemann-Stirnemann | Deutschland | 4:02,01 | 40,33  |
| 2     | Claudia Pechstein        | Deutschland | 4:04,46 | 40,74  |
| 3     | Barbara de Loor          | Niederlande | 4:08,69 | 41,44  |
| 4     | Tonny de Jong            | Niederlande | 4:08,98 | 41,49  |
| 5     | Maki Tabata              | Japan       | 4:09,49 | 41,58  |
| 6     | Emese Hunyady            | Österreich  | 4:10,89 | 41,81  |
| 7     | Renate Groenewold        | Niederlande | 4:10,99 | 41,83  |
| 8     | Annamarie Thomas         | Niederlande | 4:11,45 | 41,90  |
| 9     | Nami Nemoto              | Japan       | 4:11,50 | 41,91  |
| 10    | Lyudmila Prokasheva      | Kasachstan  | 4:12,24 | 42,04  |
|       |                          |             |         |        |
| 15    | Ulrike Adeberg           | Deutschland | 4:13,47 | 42,24  |
| 16    | Daniela Anschütz         | Deutschland | 4:13,55 | 42,25  |
| 22    | Emese Dörfler-Antal      | Österreich  | 4:22,68 | 43,78  |

#### 1.500 Meter
| Platz | Name                     | Land               | Zeit    | Punkte |
| ----- | ------------------------ | ------------------ | ------- | ------ |
| 1     | Annamarie Thomas         | Niederlande        | 1:56,96 | 38,98  |
| 2     | Gunda Niemann-Stirnemann | Deutschland        | 1:57,24 | 39,08  |
| 3     | Emese Hunyady            | Österreich         | 1:57,51 | 39,17  |
| 4     | Claudia Pechstein        | Deutschland        | 1:57,92 | 39,30  |
| 5     | Tonny de Jong            | Niederlande        | 1:58,22 | 39,40  |
| 6     | Lyudmila Prokasheva      | Kasachstan         | 1:58,64 | 39,54  |
| 7     | Warwara Baryschewa       | Russland           | 1:58,84 | 39,61  |
| 8     | Jennifer Rodriguez       | Vereinigte Staaten | 1:59,15 | 39,71  |
| 9     | Maki Tabata              | Japan              | 1:59,26 | 39,75  |
| 10    | Barbara de Loor          | Niederlande        | 1:59,95 | 39,98  |
|       |                          |                    |         |        |
| 13    | Daniela Anschütz         | Deutschland        | 2:01,40 | 40,46  |
| 18    | Ulrike Adeberg           | Deutschland        | 2:02,58 | 40,86  |
| 20    | Emese Dörfler-Antal      | Österreich         | 2:02,79 | 40,93  |

#### 5.000 Meter
| Platz | Name                     | Land        | Zeit    | Punkte |
| ----- | ------------------------ | ----------- | ------- | ------ |
| 1     | Gunda Niemann-Stirnemann | Deutschland | 6:57,24 | 41,72  |
| 2     | Claudia Pechstein        | Deutschland | 7:03,86 | 42,38  |
| 3     | Barbara de Loor          | Niederlande | 7:08,22 | 42,82  |
| 4     | Tonny de Jong            | Niederlande | 7:09,18 | 42,91  |
| 5     | Maki Tabata              | Japan       | 7:16,46 | 43,64  |
| 6     | Renate Groenewold        | Niederlande | 7:16,52 | 43,65  |
| 7     | Lyudmila Prokasheva      | Kasachstan  | 7:16,87 | 43,68  |
| 8     | Annamarie Thomas         | Niederlande | 7:16,97 | 43,69  |
| 9     | Emese Hunyady            | Österreich  | 7:19,70 | 43,97  |
| 10    | Anette Tønsberg          | Norwegen    | 7:21,57 | 44,15  |

### Männer

#### Endstand Großer-Vierkampf
- Zeigt die zwölf Finalteilnehmer der Mehrkampf-WM über 10.000 Meter.
  - Die Zahl in Klammern gibt die Platzierung je Einzelstrecke an, fett gedruckt der jeweils Schnellste.

| Rang | Name             | 500 Meter  | Pkt.  | 5.000 Meter  | Pkt.  | 1.500 Meter  | Pkt.  | 10.000 Meter  | Pkt.  | Gesamt- pkt. |
| ---- | ---------------- | ---------- | ----- | ------------ | ----- | ------------ | ----- | ------------- | ----- | ------------ |
| 1    | Rintje Ritsma    | 36,51 (4)  | 36,51 | 6:30,38 (6)  | 39,03 | 1:48,69 (2)  | 36,23 | 13:37,47 (4)  | 40,87 | 152,651      |
| 2    | Vadim Sajutin    | 37,71 (14) | 37,71 | 6:27,50 (1)  | 38,75 | 1:49,32 (4)  | 36,44 | 13:29,21 (2)  | 40,46 | 153,360      |
| 3    | Eskil Ervik      | 37,54 (13) | 37,54 | 6:29,22 (2)  | 38,92 | 1:49,59 (5)  | 36,53 | 13:43,68 (6)  | 41,18 | 154,176      |
| 4    | Roberto Sighel   | 37,25 (9)  | 37,25 | 6:30,28 (4)  | 39,02 | 1:50,28 (10) | 36,76 | 13:44,01 (7)  | 41,20 | 154,238      |
| 5    | Bart Veldkamp    | 38,10 (20) | 38,10 | 6:31,45 (7)  | 39,14 | 1:51,46 (18) | 37,15 | 13:28,20 (1)  | 40,41 | 154,808      |
| 6    | Ådne Søndrål     | 36,43 (3)  | 36,43 | 6:40,53 (18) | 40,05 | 1:47,01 (1)  | 35,67 | 14:13,13 (12) | 42,65 | 154,809      |
| 7    | Martin Hersman   | 36,63 (6)  | 36,63 | 6:39,56 (13) | 39,95 | 1:49,03 (3)  | 36,34 | 14:01,42 (9)  | 42,07 | 155,000      |
| 8    | Christian Breuer | 36,29 (1)  | 36,29 | 6:40,74 (19) | 40,07 | 1:49,74 (7)  | 36,58 | 14:01,80 (10) | 42,09 | 155,034      |
| 9    | KC Boutiette     | 36,76 (7)  | 36,76 | 6:39,34 (12) | 39,93 | 1:49,99 (9)  | 36,66 | 14:07,06 (11) | 42,35 | 155,710      |
| 10   | Frank Dittrich   | 38,73 (23) | 38,73 | 6:30,35 (5)  | 39,03 | 1:52,55 (22) | 37,51 | 13:32,91 (3)  | 40,64 | 155,926      |
| 11   | Steven Elm       | 37,83 (17) | 37,83 | 6:36,56 (9)  | 39,65 | 1:49,91 (8)  | 36,63 | 13:58,52 (8)  | 41,92 | 156,048      |
| 12   | Kjell Storelid   | 38,86 (24) | 38,86 | 6:30,05 (3)  | 39,00 | 1:52,19 (21) | 37,39 | 13:37,73 (5)  | 40,88 | 156,147      |

#### 500 Meter
| Platz | Name                 | Land               | Zeit  | Punkte |
| ----- | -------------------- | ------------------ | ----- | ------ |
| 1     | Christian Breuer     | Deutschland        | 36,29 | 36,29  |
| 1     | Hiroyuki Noake       | Japan              | 36,29 | 36,29  |
| 3     | Ådne Søndrål         | Norwegen           | 36,43 | 36,43  |
| 4     | Rintje Ritsma        | Niederlande        | 36,51 | 36,51  |
| 5     | Kevin Marshall       | Kanada             | 36,62 | 36,62  |
| 6     | Martin Hersman       | Niederlande        | 36,63 | 36,63  |
| 7     | KC Boutiette         | Vereinigte Staaten | 36,76 | 36,76  |
| 8     | Mamoru Ishioka       | Japan              | 37,19 | 37,19  |
| 9     | Roberto Sighel       | Italien            | 37,25 | 37,25  |
| 10    | Takahiro Nozaki      | Japan              | 37,48 | 37,48  |
|       |                      |                    |       |        |
| 21    | Marnix ten Kortenaar | Österreich         | 38,17 | 38,17  |
| 23    | Frank Dittrich       | Deutschland        | 38,73 | 38,73  |

#### 5.000 Meter
| Platz | Name                 | Land        | Zeit    | Punkte |
| ----- | -------------------- | ----------- | ------- | ------ |
| 1     | Vadim Sajutin        | Russland    | 6:27,50 | 38,75  |
| 2     | Eskil Ervik          | Norwegen    | 6:29,22 | 38,92  |
| 3     | Kjell Storelid       | Norwegen    | 6:30,05 | 39,00  |
| 4     | Roberto Sighel       | Italien     | 6:30,28 | 39,02  |
| 5     | Frank Dittrich       | Deutschland | 6:30,35 | 39,03  |
| 6     | Rintje Ritsma        | Niederlande | 6:30,38 | 39,03  |
| 7     | Bart Veldkamp        | Belgien     | 6:31,45 | 39,14  |
| 8     | Marnix ten Kortenaar | Österreich  | 6:35,88 | 39,58  |
| 9     | Steven Elm           | Kanada      | 6:36,56 | 39,65  |
| 10    | Dmitri Schepel       | Russland    | 6:37,78 | 39,77  |
|       |                      |             |         |        |
| 19    | Christian Breuer     | Deutschland | 6:40,74 | 40,07  |

#### 1.500 Meter
| Platz | Name                 | Land               | Zeit    | Punkte |
| ----- | -------------------- | ------------------ | ------- | ------ |
| 1     | Ådne Søndrål         | Norwegen           | 1:47,01 | 35,67  |
| 2     | Rintje Ritsma        | Niederlande        | 1:48,69 | 36,23  |
| 3     | Martin Hersman       | Niederlande        | 1:49,03 | 36,34  |
| 4     | Vadim Sajutin        | Russland           | 1:49,32 | 36,44  |
| 5     | Eskil Ervik          | Norwegen           | 1:49,59 | 36,53  |
| 6     | Kevin Marshall       | Kanada             | 1:49,64 | 36,54  |
| 7     | Christian Breuer     | Deutschland        | 1:49,74 | 36,58  |
| 8     | Steven Elm           | Kanada             | 1:49,91 | 36,63  |
| 9     | KC Boutiette         | Vereinigte Staaten | 1:49,99 | 36,66  |
| 10    | Roberto Sighel       | Italien            | 1:50,28 | 36,76  |
|       |                      |                    |         |        |
| 12    | Marnix ten Kortenaar | Österreich         | 1:50,75 | 36,91  |
| 22    | Frank Dittrich       | Deutschland        | 1:52,55 | 37,51  |

#### 10.000 Meter
| Platz | Name             | Land        | Zeit     | Punkte |
| ----- | ---------------- | ----------- | -------- | ------ |
| 1     | Bart Veldkamp    | Belgien     | 13:28,20 | 40,41  |
| 2     | Vadim Sajutin    | Russland    | 13:29,21 | 40,46  |
| 3     | Frank Dittrich   | Deutschland | 13:32,91 | 40,64  |
| 4     | Rintje Ritsma    | Niederlande | 13:37,47 | 40,87  |
| 5     | Kjell Storelid   | Norwegen    | 13:37,73 | 40,88  |
| 6     | Eskil Ervik      | Norwegen    | 13:43,68 | 41,18  |
| 7     | Roberto Sighel   | Italien     | 13:44,01 | 41,20  |
| 8     | Steven Elm       | Kanada      | 13:58,52 | 41,92  |
| 9     | Martin Hersman   | Niederlande | 14:01,42 | 42,07  |
| 10    | Christian Breuer | Deutschland | 14:01,80 | 42,09  |